# Gobio albipinnatus belingi
Specie cu o răspândire largă în România, trăiește în Dunăre și pe cursul inferior al râurilor cu fund de nisip sau argilă. De obicei atinge până la 10 cm. Colorit: Fața superioara e gălbuie cenușie deschis, fața dorsală a capului cenușie mai închis, cu pete și dungi mai întunecate.
Trăiește mai mult solitar, uneori în cârduri mici. Consumă fauna de fund, mai ales diatomee, larve mici de efemeride și alte animale din nisip. Reproducerea are loc în lunile mai și iunie.